# جامعة ويسكونسن-ماديسون
جامعة ويسكونسن-ماديسون (بالإنجليزية: University of Wisconsin–Madison)‏، وتعرف أيضًا بجامعة ويسكونسن (بالإنجليزية: University of Wisconsin)‏ ، هي جامعة بحثية أمريكية عامة مقرها مدينة ماديسون بولاية ويسكونسن، وهي من الجامعات المؤسسة لرابطة الجامعات الأمريكية.
تأسست جامعة ويسكونسن-ماديسون عقب الاعتراف بويسكونسن كولاية سنة 1848، وهي الجامعة الرسمية للولاية، وأقدم وأكبر جامعة في ويسكونسن.
تنقسم جامعة ويسكونسن-ماديسون إلى 20 مدرسة يدرس بها 29153 طالب في المرحلة الجامعية الأولى، و8710 طالب دراسات عليا، و2570 باحثًا، وقد منحت الجامعة 6040 درجة بكالوريوس و3328 درجة من درجات الدراسات العليا سنة 2008.
يعمل بالجامعة 2054 عضو هيئة تدريس، ويدرس بها 135 تخصصًا علميًا و151 برنامجًا للماجستير و107 برامج للدكتوراه.
تصنف جامعة ويسكونسن-ماديسون كجامعة ذات نشاط بحثي شديد الارتفاع (RU/VH) وفقًا لتصنيف كارنيجي لمؤسسات التعليم العالي، وقد بلغ إنفاق الجامعة على البحث العلمي سنة 2010 ما يربو على مليار دولار، كما احتلت ميزانية البحث والتطوير بجامعة ويسكونسن-ماديسون المركز الثالث على مستوى الولايات المتحدة الأمريكية بأكملها سنة 2008.

## من مشاهير خريجي وأساتذة الجامعة
قدر عدد خريجي جامعة ويسكونسن-ماديسون الموجودين على قيد الحياة سنة 2008 بـ 387912 خريجًا، منهم 15479 خريجًا يعيشون خارج الولايات المتحدة الأمريكية، وقد حصل أبناء الجامعة (من خريجين وأساتذة حاليين أو سابقين) على 19 جائزة نوبل و34 جائزة بوليتزر.
وفيما يلي قائمة بأبرز خريجي جامعة ويسكونسن-ماديسون.

### حاصلون على جائزة نوبل
- إدوارد لوري تاتوم، حاصل على جائزة نوبل في الطب سنة 1958.
- إرفين نيهر، حاصل على جائزة نوبل في الطب سنة 1991.
- آلن ماكديرميد، حاصل على جائزة نوبل في الكيمياء سنة 2000.
- بول بوير، حاصل على جائزة نوبل في الكيمياء سنة 1997.
- ثيودر شولتز، حاصل على جائزة نوبل في الاقتصاد سنة 1979.
- جون باردين، العالم الوحيد الذي حصل على جائزة نوبل في الفيزياء مرتين (1956 و1972)
- جون فان فليك، حاصل على جائزة نوبل في الفيزياء سنة 1977.
- ستانفورد مور، حاصل على جائزة نوبل في الكيمياء سنة 1972.
- سول بيلو، حاصل على جائزة نوبل في الأدب سنة 1976
- غونتر بلوبل، حاصل على جائزة نوبل في الطب سنة 1999.
- هربرت سبنسر غاسر، حاصل على جائزة نوبل في الطب سنة 1944.
- هوارد تيمن، حاصل على جائزة نوبل في الطب سنة 1975.

### أكاديميون
- ليونارد بلومفيلد، أستاذ اللغويات السابق بجامعة ييل.
- ماري بنتينغ، الرئيسة السابقة لكلية رادكليف.
- نازك الملائكة، شاعرة عراقية
- عبد العزيز سعود العنزي، مدير جامعة تبوك السابق.

### سياسيون
- عبد الرحمن دعاله بايل: سياسي صومالي، شغل منصبي وزير الخارجية (2014 ـ 2015) ووزير المالية (2017 ـ ).
- سعدون حمادي : وزير خارجية العراق و وزير النفط و رئيس البرلمان العراقي قبل عام 2003.

### البحث العلمي

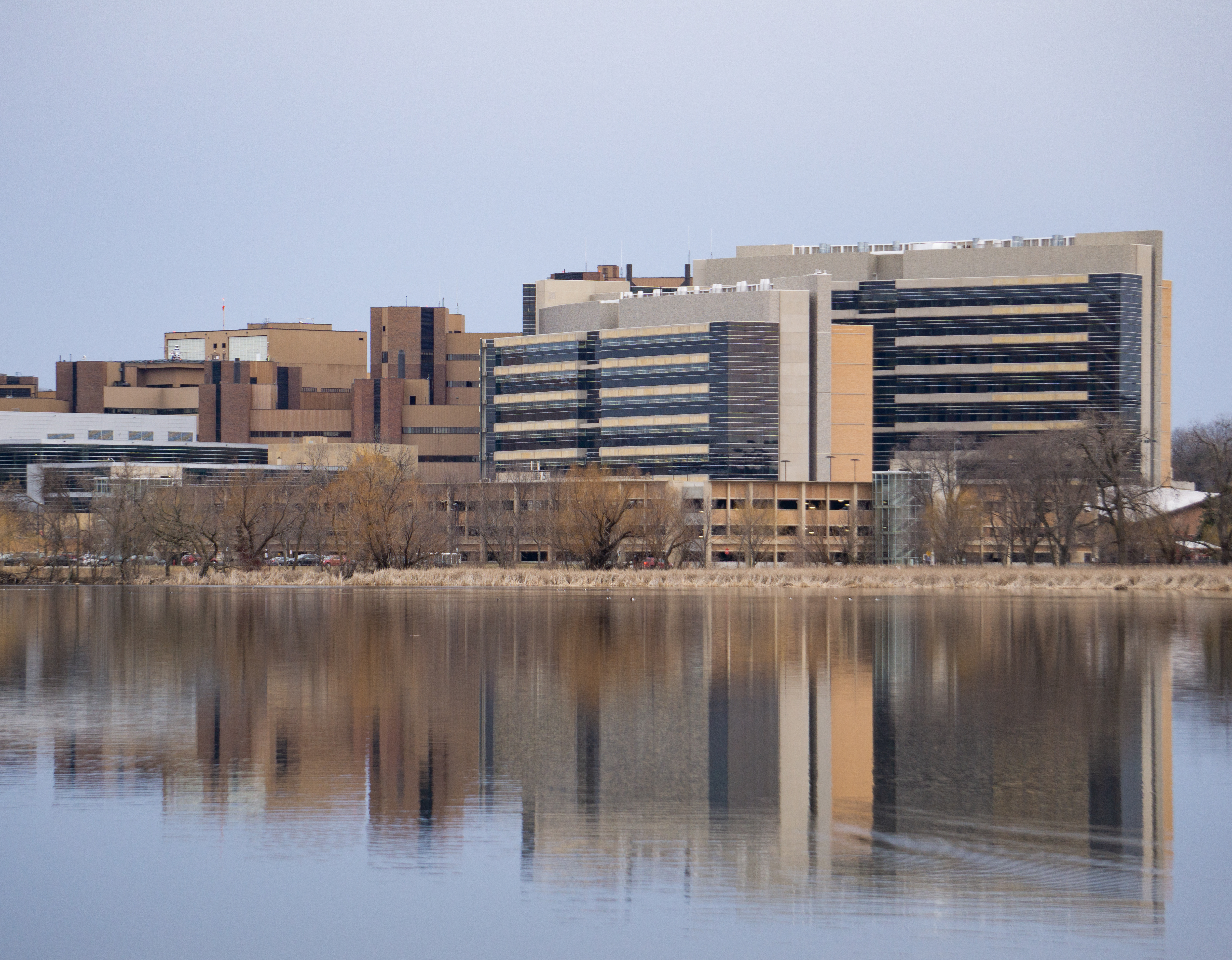
منظر لـمستشفى وعيادات جامعة ويسكونسن ، كلية الطب والصحة العامة بجامعة ويسكونسن (HSLC) ، ومعاهد ويسكونسن للأبحاث الطبية ترتفع فوق بحيرة ميندوتا ، على الحافة الغربية للحرم الجامعي UW-Madison. تمثل كلية الطب والصحة العامة بجامعة ويسكونسن 40٪ من المنح البحثية لجامعة ويسكونسن-ماديسون.

كان ماديسون عضوًا مؤسسًا في اتحاد الجامعات الأمريكية. في السنة المالية 2018 ، تلقت المدرسة 1.206 مليار دولار في تمويل البحث والتطوير (R&D) ، احتلت المرتبة الثامنة في الولايات المتحدة بين مؤسسات التعليم العالي. احتلت برامجها البحثية المرتبة الرابعة في عدد براءات الاختراع الصادرة في عام 2010.
جامعة ويسكونسن ماديسون هي واحدة من 33 كلية تعطي منح دراسية في دراسات علوم البحار في الولايات المتحدة. تشارك هذه الكليات في البحث العلمي والتعليم والتدريب والمشاريع الإرشادية الموجهة نحو الحفظ والاستخدام العملي لسواحل الولايات المتحدة والبحيرات العظمى والمناطق البحرية الأخرى.
تحتفظ الجامعة بما يقرب من 100 مركزًا وبرنامجًا بحثيًا ، بدءًا من الزراعة إلى الفنون ، ومن التعليم إلى الهندسة. يعتبر مركزًا أكاديميًا رئيسيًا لـ الخلايا الجذعية الجنينية منذ أن أصبح أستاذ UW- ماديسون جيمس طومسون أول عالم يعزل الخلايا الجذعية الجنينية البشرية. وقد جلب هذا اهتمامًا واحترامًا كبيرين لبرامج الجامعة البحثية من جميع أنحاء العالم. تستمر الجامعة في ريادتها في أبحاث الخلايا الجذعية ، حيث ساعدها جزئيًا تمويل Wisconsin Alumni Research Foundation والترويج لـ واي سيل.
مركزها للأبحاث حول محركات الاحتراق الداخلي ، المسمى مركز أبحاث المحرك ، لديه اتفاقية تعاون مدتها خمس سنوات مع جنرال موتورز. وقد تلقت أيضًا تمويلًا بملايين الدولارات من الحكومة الفيدرالية.
في يونيو 2013 ، أفيد أن المعاهد الوطنية للصحة بالولايات المتحدة ستمول دراسة بقيمة 18.13 مليون دولار في جامعة ويسكونسن. ستبحث الدراسة في الصفات المميتة للفيروسات مثل إيبولا وغرب النيل والإنفلونزا. الهدف من الدراسة هو المساعدة في العثور على أدوية جديدة لمحاربة أكثر مسببات الأمراض فتكًا.
في عام 2012، تعرضت تجارب UW-Madison على القطط لانتقادات من قبل جمعية للرفق بالحيوان ادّعوا أن الحيوانات تعرضت للإساءة. وفي عام 2013 ، علقت "المعاهد الوطنية للصحة" لفترة وجيزة تمويل البحث بانتظار تحقيق الوكالة. وفي العام التالي ق، تم تغريم الجامعة أكثر من 35.000 دولار لارتكابها عدة انتهاكات لـ [قانون رعاية الحيوان لعام 1966 ]. تحدث بيل ماهر ، جيمس كرومويل وآخرون ضد التجارب التي انتهت في عام 2014. ودافعت الجامعة عن البحث والرعاية التي تلقتها الحيوانات مدعية أن اعتراضات بيتا كانت مجرد "حيلة" من قبل المنظمة.

## وصلات خارجية
- الموقع الرسمي للجامعة